# Château des Lauriers
Le château des Lauriers, inscrit à l'Inventaire général du patrimoine culturel, est situé sur la commune de Lormont, dans le département de la Gironde. Propriété de la CPAM, il héberge aujourd'hui le Musée national de l'Assurance maladie, unique musée de France consacré à l'histoire de la solidarité et du mutualisme.
Autrefois situé au milieu des vignes, et au bord de l'important chemin de Lormont à Saint-André-de-Cubzac, le château est aujourd'hui inséré dans le tissu urbain de la métropole bordelaise.

## Description
| - Façade postérieure |

Les travaux de réaménagement du domaine débutent dès 1860. L'ancienne demeure est démolie pour laisser place au château des Lauriers tel qu'il nous apparaît aujourd'hui.
Situé au cœur d'un vaste parc aux allées sinueuses, dessiné par le paysagiste Louis-Bernard Fischer - concepteur du jardin public de Bordeaux - le pavillon central est agrandi en 1886 par deux pavillons latéraux. Ils sont l'œuvre de Michel-Louis Garros (1833-1911).
Le château est construit en pierre de taille et ardoise, mais les dépendances sont bâties de moellons enduits et tuile creuse. Hérité des anciennes constructions, un corps de logis principal, de plan double en profondeur, à huit travées d'un étage carré en façade est agrandi de deux corps à deux étages sur la façade antérieure et de deux pavillons à un étage couverts en terrasse sur la façade postérieure.
Un étage de comble éclairé par des lucarnes occupe chaque toit. La toiture est complexe puisque le corps de logis central est couvert pour sa partie antérieure d'un toit à longs pans avec pavillon central et pour sa partie postérieure d'un toit à longs pans et deux pavillons latéraux.
L'aspect extérieur du château révèle la complexité décorative du style des années 1860 à 1920. Les élévations sont ornées de pilastres, bandeaux moulurés, bossages et corniches ; les fenêtres des étages agrémentées de frontons et volutes ; les toits soulignés par des lucarnes sur la façade principale ou des balustrades côté terrasses sont agrémentés de girouettes et d'épis de faîtage ornementaux.
Au rez-de-chaussée les pièces sont distribuées en enfilade et à l'étage par un long couloir ; un escalier à volées droites en charpente et des escaliers de service conduisent aux étages.
Un grand hall occupe un des pavillons latéraux ; orné d'un décor baroque constitué d'éléments anciens, il abrite l'escalier.
L'aménagement intérieur, quant à lui, révèle toute la richesse de son propriétaire : le vaste hall d'entrée présente des colonnes sculptées du XVIIIe siècle (qui, selon certains, proviendraient de mâts de navires de l'armement Gradis), la cheminée de style Henri II est ornée d'arabesques, de palmes et d'anges, et le grand escalier arbore deux colonnes rostrales, témoignages de réussite dans le commerce maritime.

Des grilles en ferronnerie ornée et un portail en demi-lune ferment partiellement le parc.

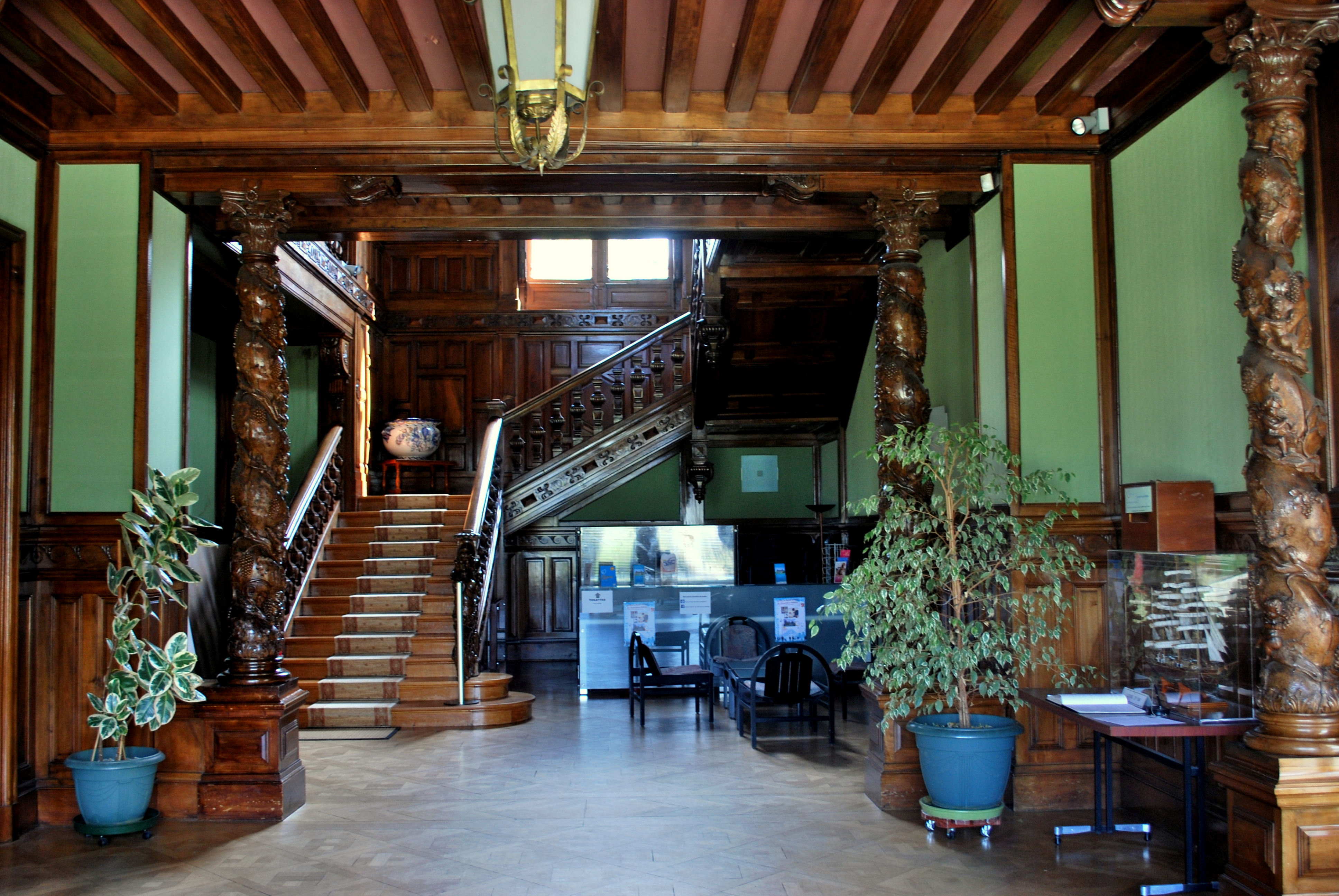
Le hall d'entrée.
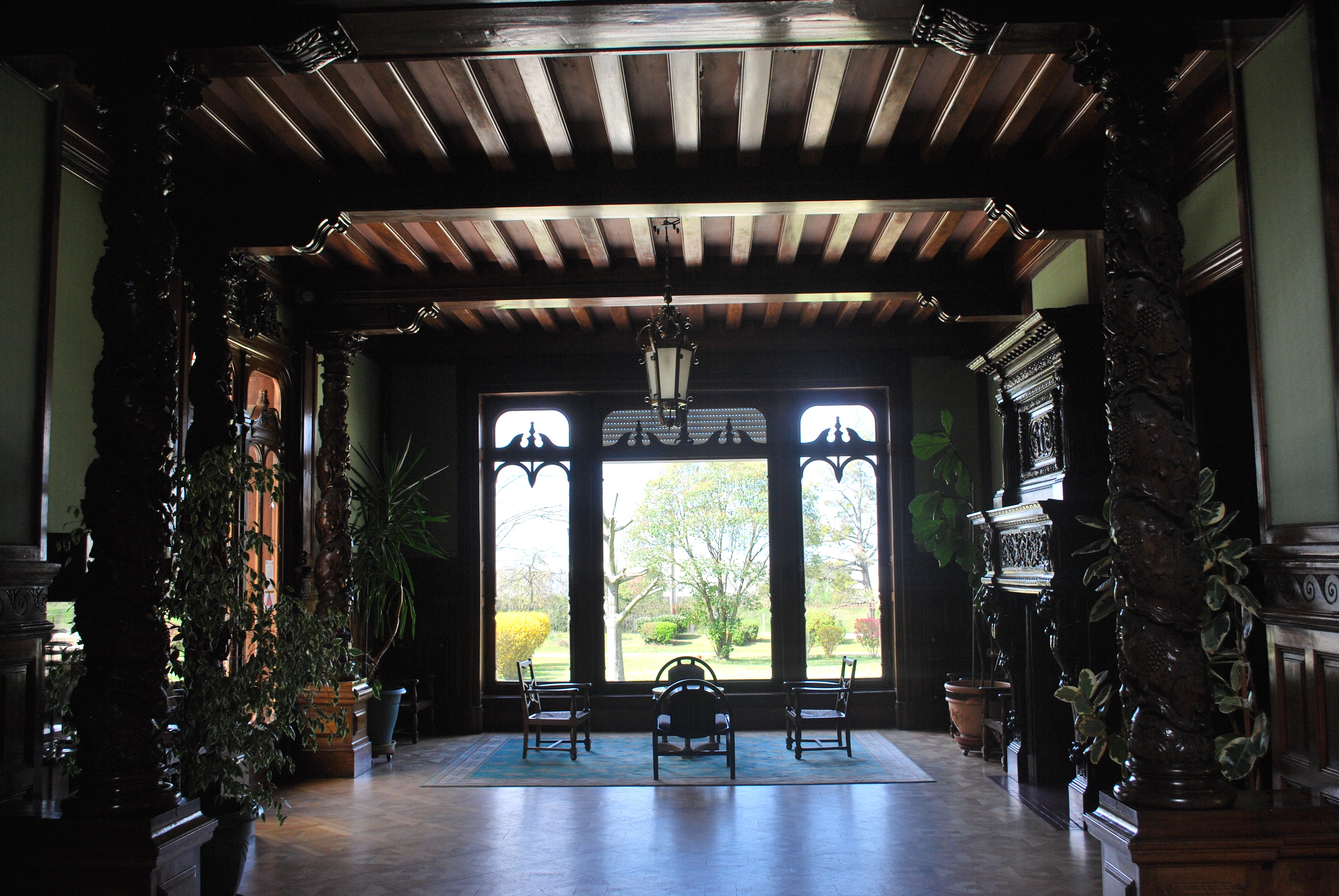
Le hall d'entrée.
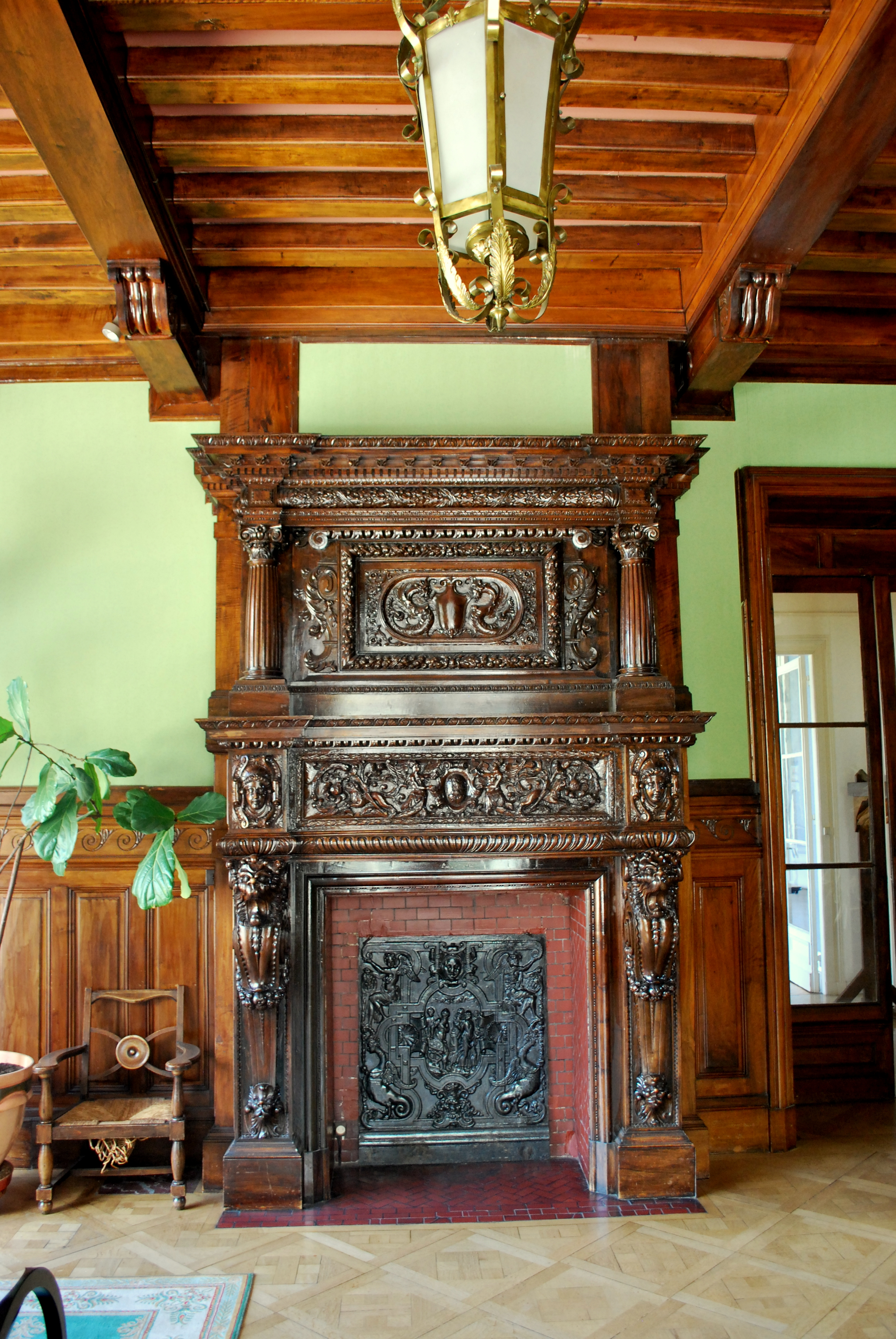
Cheminée de l'entrée.

## Historique
Ancienne possession des Archevêques de Bordeaux, le domaine se trouvait, au Moyen Age, près de la place des Justices. En ce lieu, qui sera par la suite connu comme le lieu-dit "Croix Rouge", se dressaient les potences attendant d'exécuter la sentence des seigneurs du lieu.

### Propriétaires jusqu'auXVIIIesiècle
Les premières évocations de la propriété la font apparaître en 1530 sous l'appellation d'Israël. Un hommage aurait été rendu pour la maison Disrael (d'Israël), à l'emplacement actuel du château des Lauriers.
Au siècle suivant, au livre terrier de 1611-1619, figure un compte important au nom de Martin d'Israël, procureur à la cour du parlement de Bordeaux. Ses possessions étaient situées près du château Lacroix et englobaient certainement Les Lauriers, parmi de vastes terres agricoles.
Le plus ancien document officiel, nommant les propriétaires du domaine, ne remonte qu'à l'année 1684. Il s'agit d'un acte établi par Maître Bonnet, notaire à Bordeaux, précisant que Mademoiselle Delegier, héritière générale et universelle du sieur Jean-Alphonse Delegier, abbé de Caignotte, entrait en possession, par testament du 24 janvier 1684, d'un vaste domaine "Au Tressan" dont faisait partie la propriété des Lauriers.
Le 13 avril 1720, Melle. Delegier cédait le domaine au Sieur Raimond de Gombaud, chevalier de l'Ordre de Saint-Lazare de Jérusalem, ancien premier Jurat, gentilhomme de Bordeaux. À la mort de ce dernier, en 1726, les Lauriers reviennent à son fils, l'abbé Antoine-Alexandre Gombaud. Le domaine devient ainsi fief de la fabrique (biens ecclésiastiques), donc de l'église Saint-Martin de Lormont, et reste attaché à la ferme du Grand Tressan.
Le détail des biens de cette propriété, nous donne une idée générale de ce que pouvait être l'environnement rural de Lormont à cette époque. En 1757, elle comprenait : une maison pour le maître, une chapelle, le logement des valets, une grange et autres bâtiments agricoles, un jardin avec fontaine, des vignobles, des terres labourables, un bois de haute futaie, des taillis, des prés, des emblavures… ainsi que bestiaux, charrettes, outils aratoires et de jardinage.
Ce descriptif est tiré de l'acte de vente du domaine, le 23 novembre 1757, par devant Maître Faugas, notaire de Bordeaux, à Pierre Peyronnet, bourgeois gentilhomme et négociant de la ville de Bordeaux. Du passage de M. Peyronnet sur ces terres, nous gardons quelques traces. Les archives rappellent la construction d'une chapelle domestique pour la veuve Peyronnet, vers 1771. Elle se situait certainement près de l'ancienne maison, transformée en demeure de plan en U pour la famille Peyronnet.
Si la carte de Belleyme en 1760 signalait encore le nom de Rihael (d'Israël) pour désigner le domaine, le cadastre de 1820 fait désormais mention de la propriété Portail de Fer, peut être ainsi nommée en raison du très beau portail en fer forgé, aujourd'hui disparu, qui la fermait. Cette évolution administrative n'empêcha pas ses futurs propriétaires de continuer à utiliser sa première appellation. La comparaison entre la carte de l’état-major de 1820 et la situation aujourd'hui est visible ici.

### Le domaine sous l'ère des Gradis

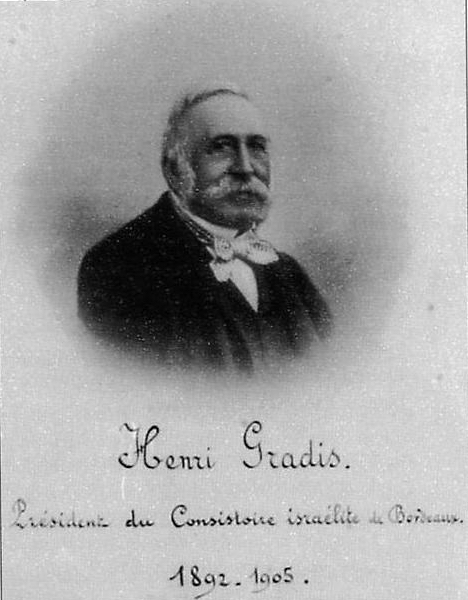
Henri Gradis.

En 1828, M. Isaac Raphaël Mendes, apparenté à la famille Gradis, se rend acquéreur des terres, vignes, vergers, jardins, bois, d'un château et d'une maison, aux lieux-dits Croix Rouge, Lormont et Portail de Fer, par acte du 19 mai 1828, par devant Maître de Jeneau, notaire à Carbon-Blanc. Il donne à l'ensemble le nom de domaine d'Israël qu'il lègue à son cousin éloigné Benjamin Gradis - dit le Jeune.
Ainsi, en 1839, celui-ci hérite une maison de maître avec jardin, dépendances et autres bâtiments et surtout de terres agricoles, prairies et vignobles. La production viticole assoit rapidement la réputation de la propriété. Les vins de Lormont étaient alors très prisés, et l'appellation des Lauriers considérée comme supérieure à celle des crus du Château Pape Clément ou Château Haut-Brion, selon la brochure Le Producteur de juin 1841.
Le fils de Benjamin, Henri Gradis, personnage incontournable de la vie bordelaise et lormontaise, n'aura eu de cesse d'embellir cette propriété comme il le précise dans son testament en 1891.
La seconde guerre mondiale obligera les Gradis à se séparer du domaine. En 1943, Gaston Gradis hérite le domaine à la suite de la mort de son grand-père, Moïse-Henri, et de son père Raoul Gradis. Il se voit contraint de fuir la France devant la répression nazie. Pourtant, malgré l'occupation allemande (dont témoigne la construction d'un blockhaus dans le parc) il ne vendra le domaine qu'en 1948.

### Le domaine depuis l'acquisition par la CPAM
Après plus d'un siècle d'occupation par la famille Gradis, la Caisse Primaire d'Assurance Maladie de la Gironde se rend acquéreur du domaine, pour la somme de 5 millions de francs, le 7 mai 1948.
Le site est alors destiné à abriter une colonie sanitaire permanente. Les différentes études font rapidement apparaître qu'un tel projet ne serait pas rentable, le Conseil d'administration prévoit donc d'y créer une Maison de repos et de convalescence pour femmes. Après les aménagements nécessaires, celle-ci ouvrait le 1er octobre 1951 dans le château. Devant le fort taux d'occupation, un premier projet d'extension voit le jour en 1960. Un nouveau bâtiment annexe est construit sur le domaine et mis en service dès 1962.
En 20 ans, la propriété, qui était toujours terre agricole en 1965, se verra morcelée et vendue à différents organismes privés et publics : la société HLM le Toit Girondin, les Ponts et Chaussées et la Société d’Équipement de la Gironde (pour permettre la construction de l'échangeur autoroutier et des voies d'accès au pont d'Aquitaine), la Caisse Régionale de la Sécurité Sociale d'Aquitaine (qui y fera bâtir la maison de retraite les Coteaux) et enfin la Société Ricard.
Sur le terrain restant, de 1971 à 1992, la CPAM conçoit plusieurs projets d'extension, pour répondre à l'évolution des besoins en matière d'hébergement. L'accueil des convalescents se fera désormais dans les nouveaux bâtiments de la maison de convalescence des Lauriers, réalisés par un architecte spécialisé dans la construction hospitalière, et ouverts dès 1978.
Le château des Lauriers, sans nouvelle affectation, est alors laissé à l'abandon. Devant son état de dégradation avancé et le risque de démolition qui plane sur lui, les Amis du Vieux Lormont partent en campagne au cours de l'année 1984 pour sauver ce qui reste de l'héritage des Gradis.
La solution viendra de son propre propriétaire. En 1989, devant l'échec des divers projets de reprise, la CPAM décide de conserver la vocation sociale de l'établissement. Restauré et réhabilité, sous l'impulsion de l'ancien directeur de la caisse de la Gironde, M. Jean-Pierre Rey, le château des Lauriers abrite désormais le Musée national de l’Assurance maladie. Il retrace les étapes historiques et les grandes idées qui ont guidé l'avènement progressif d'un système de protection sociale, jusqu'à la création de la sécurité sociale.